# Herrischried
Herrischried è un comune tedesco di 2 748 abitanti,, situato nel land del Baden-Württemberg.